# Alcatel

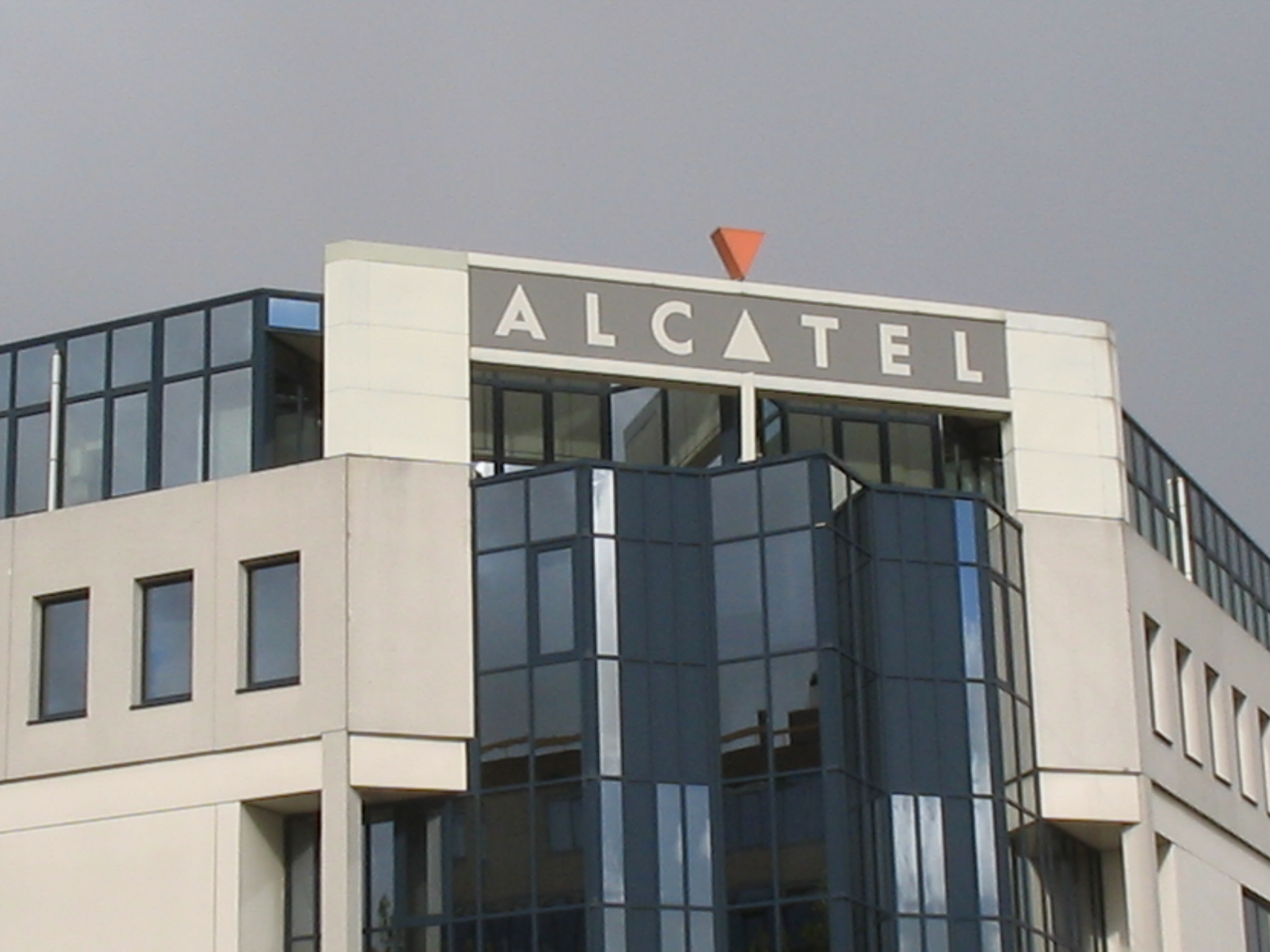
Kantoor in Rijswijk Plaspoelpolder

Alcatel was een Frans bedrijf, gespecialiseerd in het produceren van telecommunicatie-apparatuur. Op 1 december 2006 is Alcatel gefuseerd met Lucent Technologies; de twee bedrijven gingen samen verder als Alcatel-Lucent. In 2016 werd Alcatel-Lucent overgenomen door Nokia.

## Activiteiten
Alcatel was vooral bekend voor zijn GSM-telefoons en zijn ADSL-modems, maar ook voor zijn onderzeese transmissiekabels en automatische transportservices.
Alcatel Space was een marktleider van het bouwen van satellieten met zijn geosynchrone ruimteplatform, de Spacebus 3000 en 4000, en zijn LEO ruimteplatform, de Proteus. Dit bedrijfsdeel is in 2005 als Alcatel Alenia Space een samenwerkingsverband aangegaan met Finmeccanica.
In 2005 was het bedrijf actief in meer dan 130 landen. Het behaalde een omzet van 13,1 miljard euro en behaalde een nettowinst van 930 miljoen euro. Europa was de belangrijkste regio met een omzetaandeel van 40% in dat jaar. Iets meer dan 10% van de omzet werd besteed aan onderzoek en ontwikkeling (R&D).

## Geschiedenis
De naam Alcatel is afkomstig van de voorganger van het bedrijf, een klein telefoonbedrijfje, de Société alsacienne de constructions atomiques, de télécommunications et d'electronique. Alcatel was de dochter van het Franse staatsbedrijf CGE en in 1986 werd besloten dat CGE de telecommunicatiepoot van ITT zou overnemen. Pierre Suard was de eerste topman van het nieuwe Alcatel. De holding Alcatel NV werd gevestigd in Amsterdam, onder druk van ITT, dat per se niet wilde dat het bedrijf formeel in Frankrijk werd gevestigd. Het operationeel hoofdkantoor was kortstondig in Brussel, later in Parijs. Voertaal in het bedrijf werd Engels.
De Nederlandse vestiging van ITT in Den Haag werd hernoemd in Alcatel Nederland BV, maar was te klein om winstgevend de fabricage-activiteiten voort te zetten. Directeur A. Schaap moest inkrimpen en het bedrijf omvormen tot een marketing- verkooporganisatie. Dat lukte en het bedrijf leverde voortaan System12 telefooncentrales aan de Nederlandse PTT. In 1993 stopte KPN met de aankoop van System12 en de Nederlandse vestiging verhuisde naar Rijswijk. Vanaf 1995 leverde Alcatel Nederland SDH-centrales aan KPN en na 2000 centrales voor ADSL (de zogenoemde DSLAM's) en abonneemodems.
In april 2006 werd bekendgemaakt dat er serieuze fusiebesprekingen waren gestart met Lucent Technologies. De concurrentie in de mobiele telecommunicatie- en internetindustrie was toegenomen en met een samengaan zouden de twee beter in staat zijn te concurreren met Chinese fabrikanten en andere marktleiders. In september 2006 gaven de aandeelhouders van beide bedrijven hun goedkeuring en per 1 december 2006 was de fusie een feit. Sindsdien gaat het bedrijf verder onder de naam Alcatel-Lucent.

## zie ook
- Alcatel-arrest